# Gelasma madecassa
Gelasma madecassa là một loài bướm đêm trong họ Geometridae.